# سبت جحجوح
سبت جحجوح هي قرية مغربية وسط البلاد. تقع سبت جحجوح جنوبي مكناس. تنتمي سبع عيون لإقليم الحاجب، و تضم 3.585 نسمة (حسب الإحصاء الرسمي 2004).